# Lijst van Tweede Kamerleden voor het AOV
Een overzicht van alle voormalige Tweede Kamerleden voor het Algemeen Ouderen Verbond (AOV).
| Tweede Kamerlid                | Begindatum       | Einddatum        |
| ------------------------------ | ---------------- | ---------------- |
| Liesbeth Aiking-van Wageningen | 17 mei 1994      | 28 augustus 1995 |
| Leo Boogaard sr.               | 17 mei 1994      | 28 augustus 1995 |
| Theo Hendriks                  | 17 mei 1994      | 11 oktober 1994  |
| Ron Meyer                      | 1 september 1996 | 1 september 1996 |
| Jet Nijpels                    | 17 mei 1994      | 28 augustus 1995 |
| Will Verkerk                   | 17 mei 1994      | 30 maart 1998    |
| Cees van Wingerden             | 17 mei 1994      | 18 mei 1998      |